# Burlingame
La città di Burlingame è un borgo suburbano nella contea di San Mateo. È situata nella penisola di San Francisco, ed ha una significativa linea di costa sulla baia di San Francisco. 

 Il toponimo deriva da Anson Burlingame, legale e diplomatico in onore del quale è stato intitolato l'insediamento. 
Burlingame venne colonizzata dai cittadini benestanti di San Francisco in cerca di un clima migliore per le loro seconde case; la città è rinomata per la sua alta qualità di vita ed è stata riconosciuta come "La città degli alberi". Il suo sviluppo industriale è avvenuto tra gli anni 1960 e 1970, in prossimità dell'aeroporto internazionale di San Francisco.